# Archaesphaera
Archaesphaera es un género de foraminífero bentónico de la subfamilia Archaesphaerinae, de la familia Archaesphaeridae, de la superfamilia Parathuramminoidea, del suborden Fusulinina y del orden Fusulinida. Su especie tipo es Archaesphaera minima. Su rango cronoestratigráfico abarca desde el Devónico hasta el Mississippisiense (Carbonífero inferior).

## Discusión
Clasificaciones más recientes incluyen Archaesphaera en la superfamilia Caligelloidea, del suborden Earlandiina, del orden Earlandiida, de la subclase Afusulinana y de la clase Fusulinata.

## Clasificación
Archaesphaera incluye a las siguientes especies:
- Archaesphaera barbara †
- Archaesphaera cambrica †
- Archaesphaera crassa †
- Archaesphaera crassitheca †
- Archaesphaera giganta †
- Archaesphaera guangxiensis †
- Archaesphaera magna †
- Archaesphaera minima †
- Archaesphaera postcambrica †
- Archaesphaera rossica †
- Archaesphaera suleimanovi †